# 7,62 × 45 mm
Die 7,62 × 45 mm war eine tschechoslowakische Mittelpatrone der Nachkriegszeit. Sie wurde, dem Trend zur Mittelpatrone folgend, entwickelt, um die Standardpatrone 7,92 × 57 mm abzulösen und eine besser für Selbstladewaffen geeignete Munition zur Verfügung zu stellen. Im Zuge der Standardisierung im Rahmen des Warschauer Vertrages wurde auch in der ČSSR die sowjetische M 43 als Standardmunition eingeführt und die 7,62 × 45 mm M 52 ab 1957 ausgemustert.

## Entwicklung

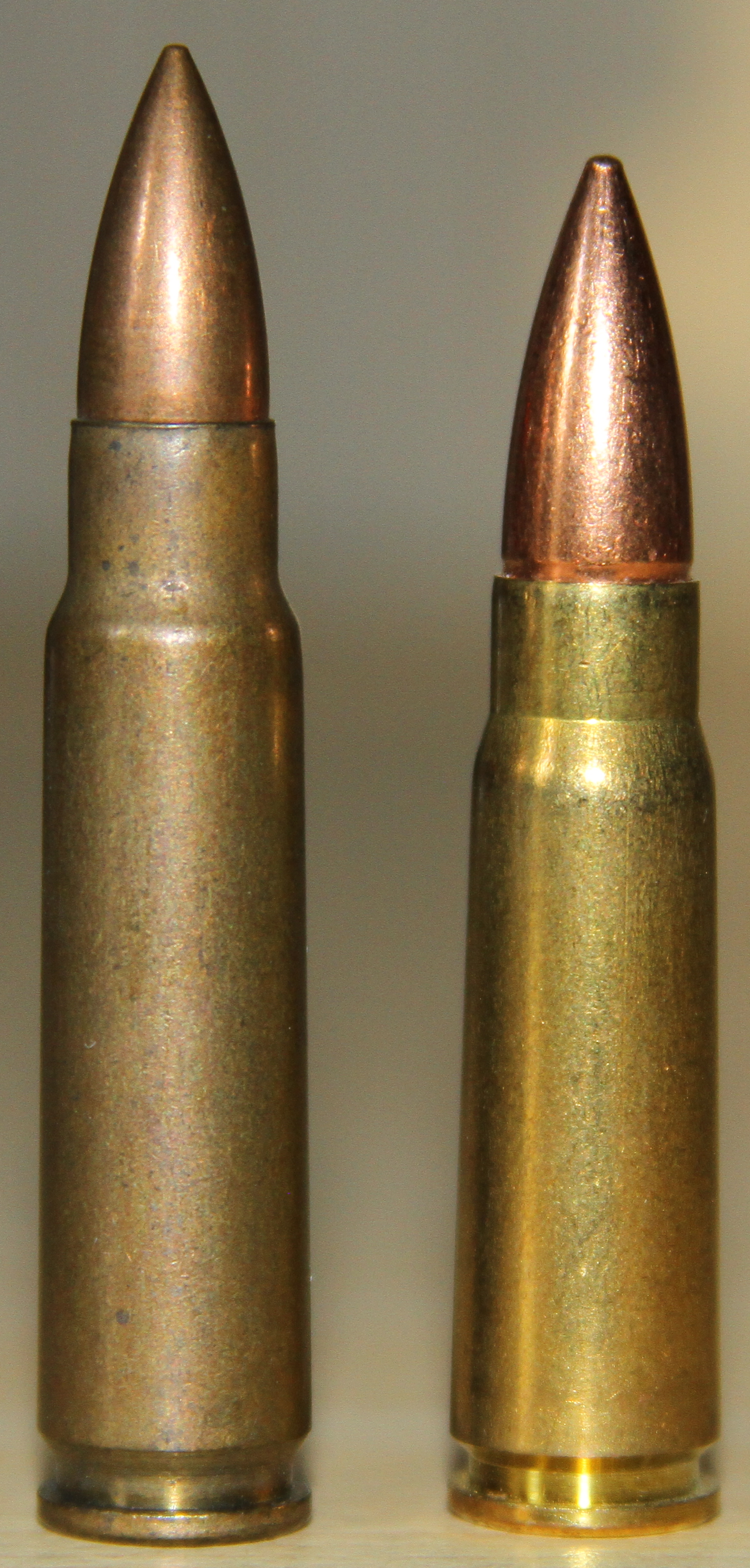
7,62 × 45 mm M 52 (links) und 7,62 × 39 mm M 43 (rechts) im Vergleich

Bereits während des Zweiten Weltkrieges wurde in der Zbrojovka Brno unter dem deutschen Besatzungsregime neben Waffen und anderer Munition die Kurzpatrone 7,92 × 33 mm (PP 43) hergestellt. Nach der Befreiung der Tschechoslowakei durch die Rote Armee kamen die tschechischen Konstrukteure auch in Kontakt mit der relativ neuen sowjetischen Mittelpatrone 7,62 × 39 mm (M 43). In der Nachkriegs-ČSR wurde der Beschluss gefasst, ein neues Infanteriewaffensystem zu entwickeln, das aus einem Selbstladekarabiner und einem leichten MG bestehen sollte, welche beide die neu zu entwickelnde Mittelpatrone verwenden sollten.
Basierend auf den Erfahrungen mit den deutschen und sowjetischen Mittelpatronen sowie Gewehrpatronen wurde entschieden, dass die neue Patrone eine höhere Leistung aufweisen sollte. Dementsprechend wurde eine 6 mm größere Hülsenlänge als bei der sowjetischen M 43 gewählt. Das höhere Gewicht wurde in Kauf genommen.
Der Prototyp der neuen Patrone stand den Waffenkonstrukteuren 1950 zur Verfügung und wurde 1952 zusammen mit dem Gewehr vz. 52 und dem lMG vz. 52 als M 52 in die Strukturbewaffnung der tschechoslowakischen Armee aufgenommen.

## Leistungen

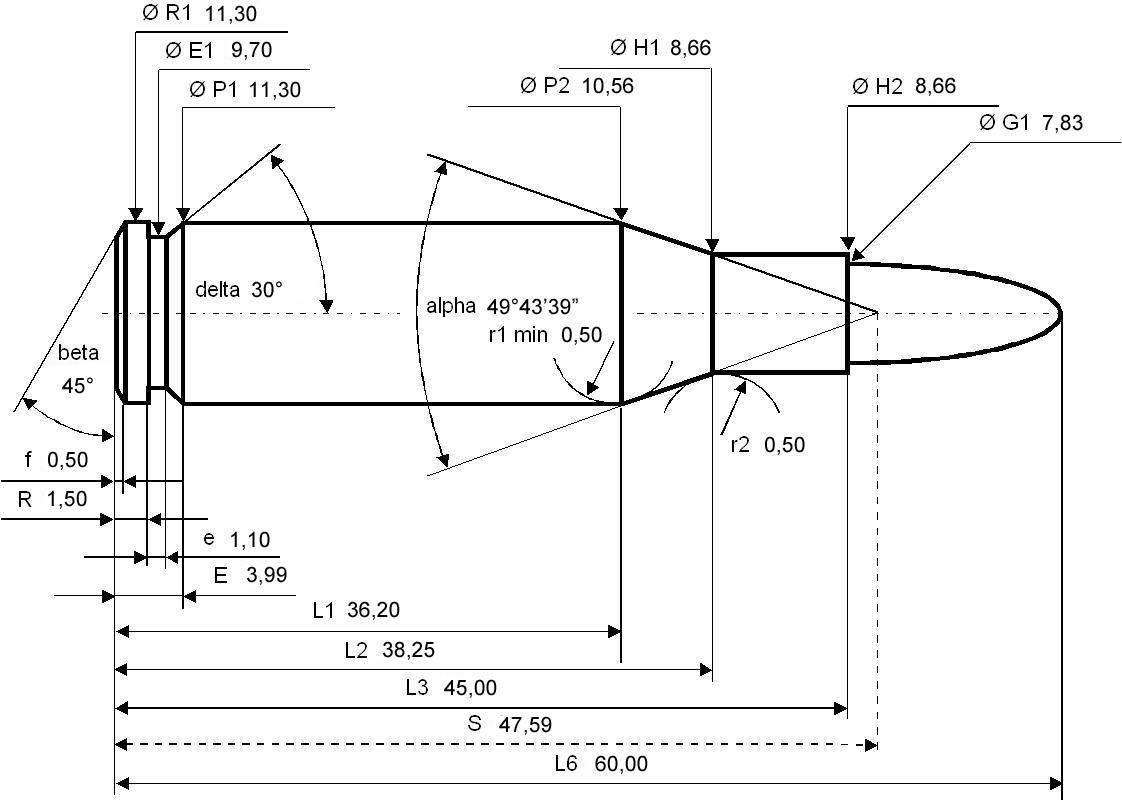
Abmessungen

| Patrone             | PP 43     | M 43      | M 52      |
| ------------------- | --------- | --------- | --------- |
| Kaliber (mm)        | 7,92 × 33 | 7,62 × 39 | 7,62 × 45 |
| Masse (g)           | 16,7      | 16,5      | 18,7      |
| Geschossmasse (g)   | 6,95      | 7,90      | 8,40      |
| Pulverladung (g)    | 1,40      | 1,40      | 1,75      |
| v0 (m/s)            | 650       | 710       | 745       |
| Mündungsenergie (J) | 1468      | 1991      | 2311      |

## Weiterentwicklungen
Nachdem etliche Jahre nach dem Zweiten Weltkrieg der Trend hin zu kleineren Kalibern ging (die USA führten in der Zeit des Vietnamkrieges die spätere NATO-Standardmunition 5,56 × 45 mm ein, die Sowjetunion folgte Anfang der 1970er-Jahre mit der 5,45 × 39 mm M 74), stellten Militärs in aller Welt zu Beginn der 1990er-Jahre fest, dass die Soldaten nun zwar in der Lage waren, einen größeren Munitionsvorrat zu tragen, die kleinkalibrige Munition jedoch in bestimmten taktischen Situationen, vor allem bei Gefechten in umbautem Gebiet, nicht die erforderliche Durchschlagskraft aufwies. Dies fachte die Kaliberdiskussion erneut an und führte in den USA zu Entwicklungen wie der 6,5 mm Grendel oder 6,8 mm SPC, die zwischen der kleinkalibrigen Standardmunition und deren Vorgänger 7,62 × 51 mm NATO angesiedelt wurden, sich jedoch nicht durchsetzten. Das Augenmerk lag hier auf der Gesamtlänge der Patrone sowie dem Patronenboden, deren Maße denen der 5,56-mm-Munition entsprachen, um die STANAG-Magazine weiterhin verwenden zu können.
Auf der Suche nach der optimalen Infanteriepatrone rückte in den 2000er-Jahren die tschechische 7,62 × 45 wieder in den Fokus. Sie diente Chris Murray, einem der Entwickler der 6,8 mm SPC, als Basis für die Entwicklung einer neuen Patrone, der 7 × 46 mm. Ein 7-mm-Geschoss hatte die beste Endleistung, d. h. Energieübertragung auf das Ziel aufgewiesen. Ohne Beschränkung der Gesamtlänge soll diese Patrone die optimale Balance zwischen Gewicht, Wirkung und Ballistik haben.